# كلانسي كوبر
كلانسي كوبر (بالإنجليزية: Clancy Cooper)‏ مواليد 23 يوليو 1906 في بويسي، الولايات المتحدة - الوفاة 14 يونيو 1975 في هوليوود، الولايات المتحدة، هو ممثل أمريكي بدأ مسيرته الفنية سنة 1938. ظهر في قرابة 100 فيلما. امتدت مسيرته الفنية لأكثر من 34 عاما. من أعماله ذا وايلد نورث.

## روابط خارجية
- كلانسي كوبر على موقع IMDb (الإنجليزية)
- كلانسي كوبر على موقع أول موفي (الإنجليزية)
- كلانسي كوبر على موقع قاعدة بيانات برودواي على الإنترنت (الإنجليزية)
- كلانسي كوبر على موقع قاعدة بيانات الفيلم (الإنجليزية)